# Amrum

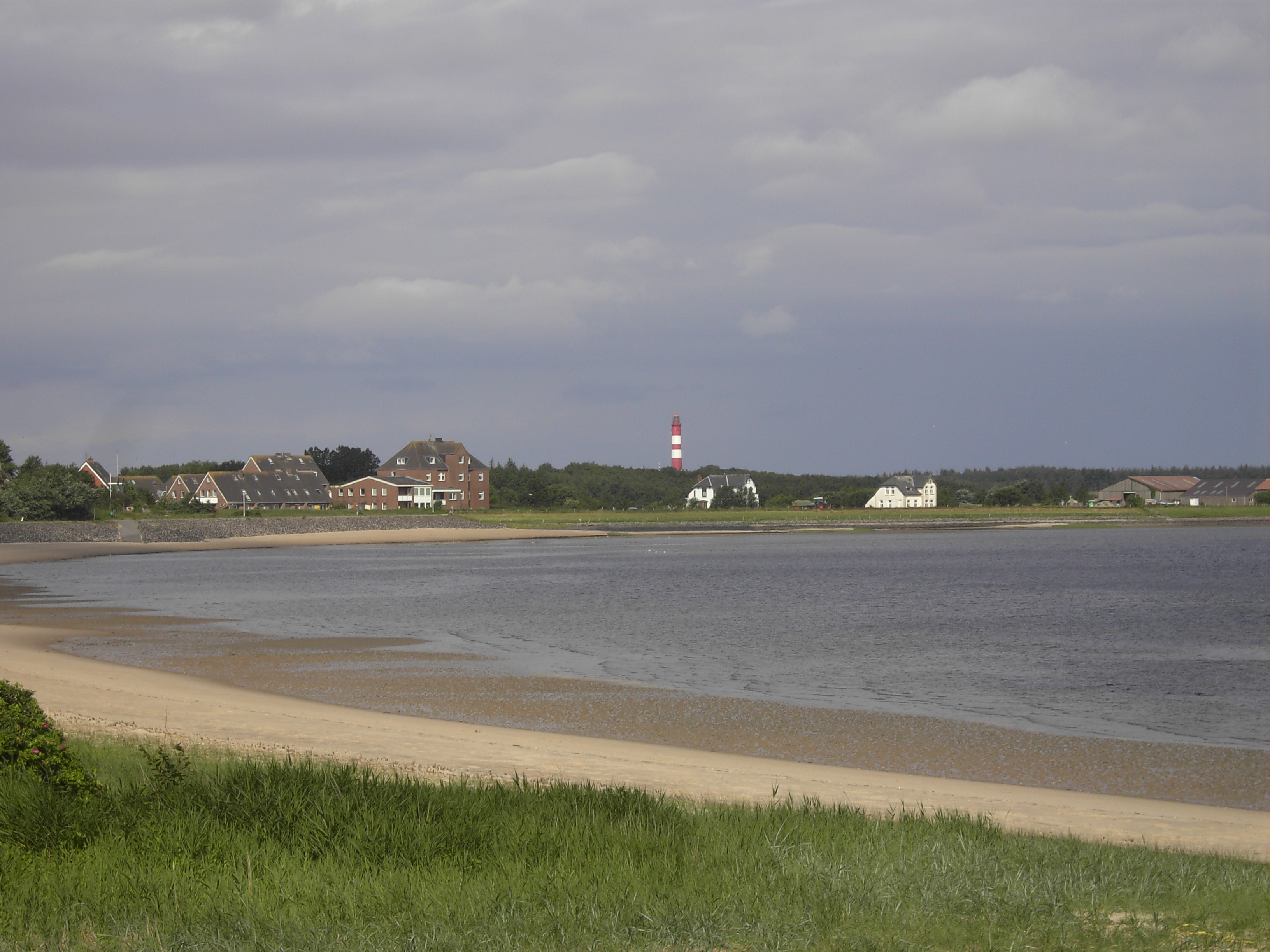
Amrum

Amrum (frisó septentrional: Oomram) és una de les Illes Frisones. Es troba al districte de Nordfriesland, a l'estat de Slesvig-Holstein, al nord d'Alemanya. Té una superfície de 20,46 km², i una població de 2,400 persones. Hi ha cinc pobles sobre la seva costa est: Wittdün, Nebel, Norddorf, Süddorf i Steenodde.

## Geografia
La meitat oest de l'illa es troba ocupada per una gran duna, la duna més elevada fa 32 m d'alt. Mentre que Nebel, Norddorf and Steenodde són poblats frisons molt antics, el poble de Wittdün va ser fundat com una zona d'estiueig en el segle xix. El mateix inclou el port per al ferri, que connecta l'illa amb Dagebüll (en terra ferma) i Wyk (o Föhr). Es permet la circulació d'actuacions en l'illa. Les tres municipalitats de l'illa són Nebel, Norddorf i Wittdün que pertanyen a Amt Föhr-Amrum.

## Llengua i cultura
A Amrum es parla alemany. La llengua pròpia de l'illa és una varietat de frisó septentrional anomenada amrumer o Öömrang, encara parlada per una tercera part de la població de l'illa A causa de la situació de les illes Frisones els dialectes Öömrang i fering mostren moltes diferències, però són intel·ligibles entre ells i els de sylter i altres nordfrisons. També s'hi parla baix alemany.